# Chudčice
Chudčice (deutsch Chutschitz) ist eine Gemeinde in Tschechien. Sie liegt 15 Kilometer nordwestlich des Stadtzentrums von Brünn und gehört zum Okres Brno-venkov.

## Geographie
Chudčice erstreckt sich rechtsseitig des Flüsschens Kuřimka entlang des Baches Chudčický potok in der Chudčická pahorkatina am Übergang zur Bobravská vrchovina. Östlich erhebt sich die Kuňky (421 m), südlich der U Tří křížů (400 m), westlich der Haluzník (320 m) und im Nordwesten der Sokolí (419 m). Südlich liegen die Brünner Talsperre und die Burg Veveří.
Nachbarorte sind Sentice und Čebín im Norden, Moravské Knínice im Nordosten, Česká und Ivanovice im Osten, Jinačovice und Rozdrojovice im Südosten, Mečkov, Nový Dvůr und Hvozdec im Süden, Veverská Bítýška im Südwesten, Holasice im Westen sowie Heroltice im Nordwesten.

## Geschichte
Die erste schriftliche Erwähnung des Vorwerkshofes in Hudcich ad unum aratrum erfolgte im Jahre 1235 in einer Besitzbestätigungsurkunde Markgraf Přemysl von Mähren für das Kloster Doubravník. Im 14. Jahrhundert gelangte Chudčice zur Burg Veveří, das Dorf wurde jedoch bald anderweitig verpfändet. Herzog Przemislaus II. von Teschen, der 1458 die Herrschaft Veveří von Georg von Podiebrad zum Pfand erhalten hatte, verweigerte Václav von Pivín die Erneuerung der Verpfändungsurkunde über Chudčice, so dass es zum Rechtsstreit kam. In der ersten Hälfte des 16. Jahrhunderts kam Chudčice endgültig zu Veveří zurück. Als Sigmund von Ludanitz 1531 die Herrschaft Veveří an Jan Rokytanský verkaufte, gehörte Chudčice zu den Dörfern der Herrschaft und blieb bis zur Mitte des 19. Jahrhunderts immer zu Veveří untertänig. Pfarrort war ursprünglich Čebín. Die im Dreißigjährigen Krieg niedergebrannte Pfarre wurde 1684 aufgehoben und zwischen 1686 und 1697 war Chudčice nach Veverská Bítýška gepfarrt. 1724 bestand das Dorf aus 33 Anwesen. Die im Wald oberhalb des Dorfes befindliche Wallfahrtskapelle Zum heiligen Kreuz wurde 1784 im Zuge der Josephinischen Reformen aufgehoben und als Baumaterial verkauft. Das Vermögen von 1395 Gulden, das der Kapelle gehörte, wurde zum Bau des Kirchturmes in Veverská Bítýška verwendet. Zum Ende des 18. Jahrhunderts wurde der herrschaftliche Teich abgelassen und auf seinem Damm zwölf Häuser angelegt. Die so entstandene neue Siedlung erhielt den Namen Na hrázi. Die herrschaftliche Fischmeisterei wurde vermietet. Im Jahre 1818 erfolgte der Bau der Straße von Drásov über Čebín, Chudčice, Veverská Bítýška und Nový Dvůr nach Rosice.
Nach der Aufhebung der Patrimonialherrschaften bildete Chudšice ab 1850 eine Gemeinde im Brünner Bezirk. 1890 lebten in den 87 Häusern der Gemeinde 531 Menschen. 1900 hatte das Dorf 596 Einwohner und bestand aus 92 Wohnhäusern. Seit 1905 gehörte die Gemeinde zum Bezirk Tišnov. 1910 war die Einwohnerschaft auf 737 angewachsen, im Dorf lebten 730 Tschechen, vier Polen, zwei Kroaten und ein Deutscher. Davon waren 86 fremde Tagelöhner, die beim Eisenbahnbau Beschäftigung gefunden hatten. 1911 nahm die Bahnstrecke Kuřim–Veverská Bítýška den Verkehr auf. Bei der Volkszählung von 1921 lebten in der Gemeinde 681 Menschen und 1930 waren es 826. 1942 wurde Chudčice zusammen mit Čebín nach Veverská Bítýška umgepfarrt. Ende April 1945 lag das Dorf für zwei Wochen an der Frontlinie und wurde von einer starken Besetzung der Wehrmacht gegen die von Südwesten und Süden anrückende Rote Armee gehalten. Am 24. April griffen sowjetische Bomber die deutsche Panzereinheit im Svratkatal an der Mühle Tejkalův mlýn an. Dabei wurden auch vier Häuser von Chudčice stark beschädigt und zwei Einwohner starben. Die Wehrmacht zog sich am 8. und 9. Mai 1945 nach Tischnowitz und Lažánky zurück und sprengte die Brücke über die Svratka an der Mühle sowie die Kuřimkabrücken in den Ortslagen Délník, Podhájí und Rybníce. Nach dem Ende des Zweiten Weltkrieges zogen 40 Familien in die Grenzgebiete. Ab 1956 wurde in Chudčice ein Kulturhaus errichtet, das bei seiner Einweihung im Jahre 1959 den Namen Frédéric Joliot-Curie erhielt. Nach der Auflösung des Okres Tišnov kam die Gemeinde mit Beginn des Jahres 1961 zum Okres Brno-venkov. 1964 hatte das Dorf 839 Einwohner. Zwischen 1964 und 1965 wurden die Kuřimka und der Chudčický potok reguliert.

## Sehenswürdigkeiten

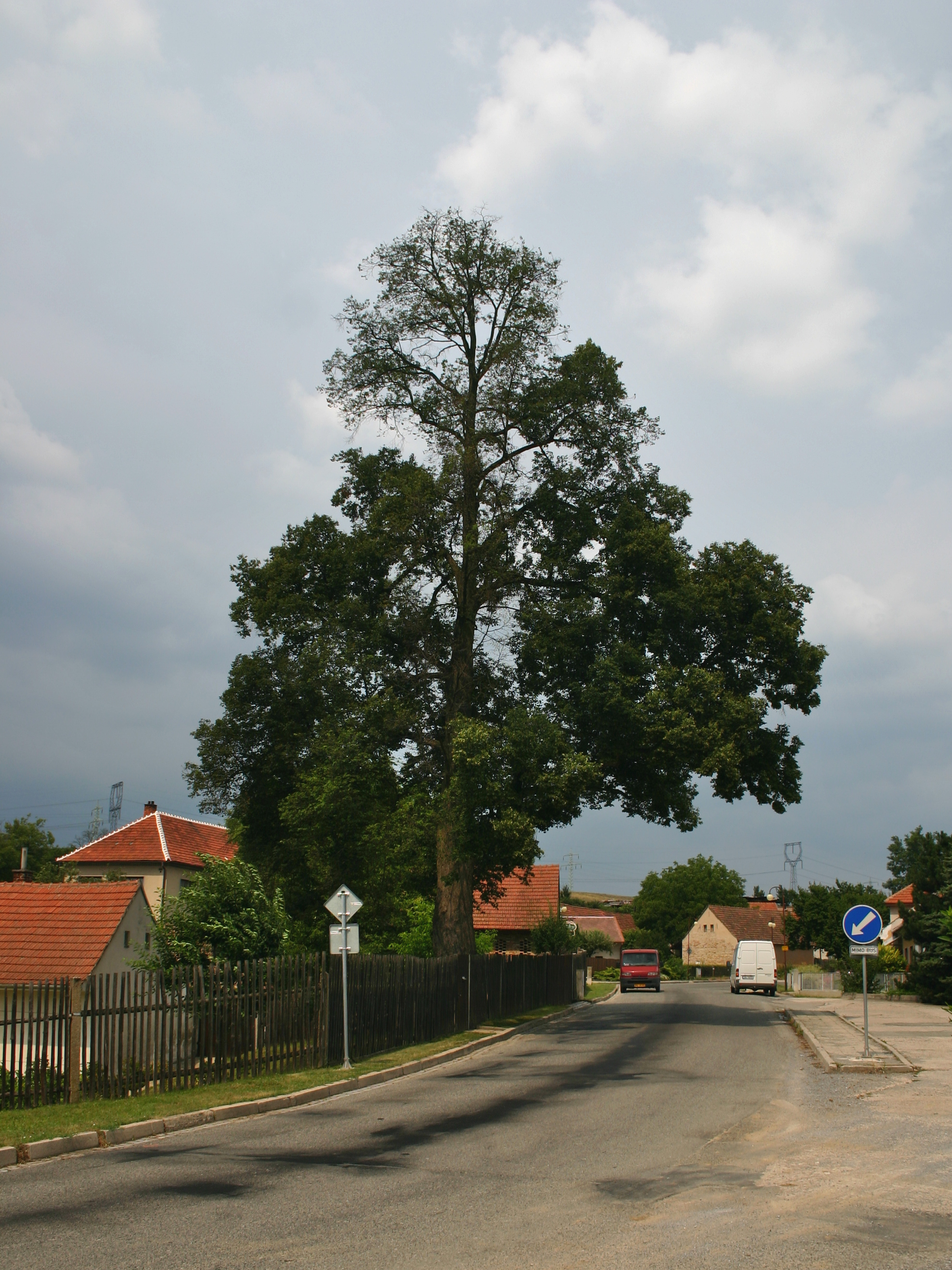
Verdorrte Linde von Chudčice am 14. Juni 2006 nach dem Anschlag

- Kapelle zum hl. Kreuz am Wäldchen Vrzalova horka, 1996 geweiht. Der zwischen 1993 und 1996 nach Plänen des Brünner Architekten Ladislav Muller errichtete Bau ersetzte einen Vorgängerbau, der an der Kreuzung im Ortszentrum gestanden hatte und am 10. April 1978 bei Reparaturarbeiten eingestürzt war.
- Statue des hl. Johannes von Nepomuk, geschaffen 1909, an der Kreuzung
- steinernes Kreuz aus dem Jahre 1809, an der Kreuzung
- Kreuzweg zum Ort genannt U tří křížů (Zu den drei Kreuzen), südlich des Dorfes. Die aus 14 spätbarocken Kapellen bestehende Anlage wurde 1856 von Eduard Svoboda geschaffen
- Chudčická lípa, die etwa 250-jährige und 24 hohe Winterlinde auf einem Teichdamm an der ehemaligen Eisenbahnstrecke ist als Baumdenkmal geschützt. Ihr Stammumfang beträgt 3,20 m. Im Juni 2006 wurde der Baum mit einer Quecksilberinjektion vergiftet. 2007 schlug der Baum wieder aus.
- Naturreservat Břenčák, südlich des Dorfes an der Einmündung der Kuřimka in die Svratka
- Burg Veveří
- Brünner Talsperre

## Söhne und Töchter der Gemeinde
- Eduard Svoboda († 1886 in Brünn), Architekt und Baumeister
- Ludmila Antonie Muclingerová (1944–1985), akademische Malerin